# Tantas veces Pedro
La pasión según San Pedro Balbuena, que fue tantas veces Pedro, y que nunca pudo negar a nadie (título pensado por el escritor que, por motivos de comercialización se abrevió a Tantas veces Pedro), segunda novela del escritor peruano Alfredo Bryce Echenique, publicada en 1977 y con la cual confirma su talento y capacidad narrativa. La estructura de la obra permite transmitir la problemática psicológica del protagonista.

## Argumento
Pedro Balbuena es un joven peruano residente en París con el propósito de convertirse en escritor, con una gran adicción al alcohol y un compañero poco convencional, Malatesta, un perro de bronce y con quien Pedro entabla largas conversaciones. Pedro no puede mantener por mucho tiempo una relación sentimental estable con ninguna mujer, pues vive estancado por su amor ideal con Sophie, hecho que termina por desesperar a sus compañeras sentimentales (Virginia y Beatrice, entre las más resaltantes), las que terminan abandonándolo. A medida que el lector avanza en la lectura, se dará cuenta de que Sophie no es más que una ficción creada por Pedro Balbuena, a raíz de una fotografía que encontró en la calle durante su adolescencia.
- Datos: Q9081784